# Careta
|  | No s'ha de confondre amb Caretta. |

|  | Aquest article tracta sobre l'objecte per a cobrir el rostre. Si cerqueu el barret de palla per a protegir infants, vegeu «gorra de cop». |

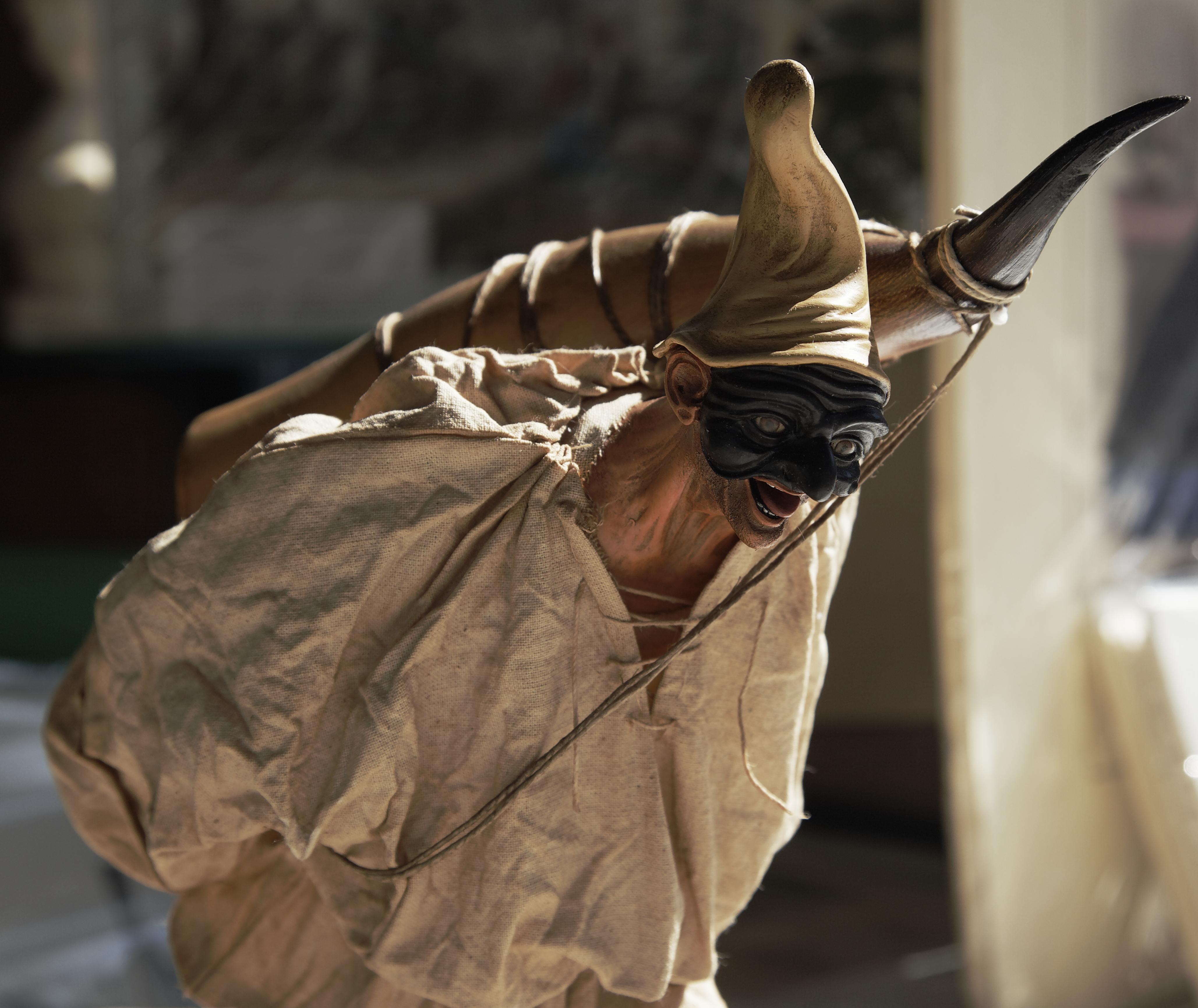
Pulcinella, el personatge de la comèdia de l'art que dona nom als putxinel·lis, amb la seva màscara

Una careta, màsquera o màscara és una peça de material, generalment opac o translúcid, usada per a cobrir la cara.
La paraula en català «màscara» provindria segons una teoria del mot àrab مسخرة [ˈmas.xa.ra] potser via l'italià maschera, amb el significat de ridícul o bufó, segons Meyer-Lübke. També convé recordar una possible relació de màscara amb mascara (taca de pols de carbó), mascarar i emmascarar. Una manera de disfressar la fesomia es basa en el fet de mascarar-se la cara.
Les màscares, al costat de la disfressa, jugaven un paper clau en aquest joc anònim en què tothom era igual i ningú no sabia qui era qui. La família gaudeix desfilant pels carrers disfressats, es gasten bromes i tot està permès. Una de les millors alternatives per gaudir d'aquest Carnaval en família és que tots els membres es disfressin de la mateixa temàtica. Per exemple, els Picapedra, la família Addams, els Simpson, els increïbles, d'animals, d'indis i forasters, lladres i policies, entre d'altres. La família sencera disfressada s'ho passarà d'allò més bé en aquesta gran festa.

## Història

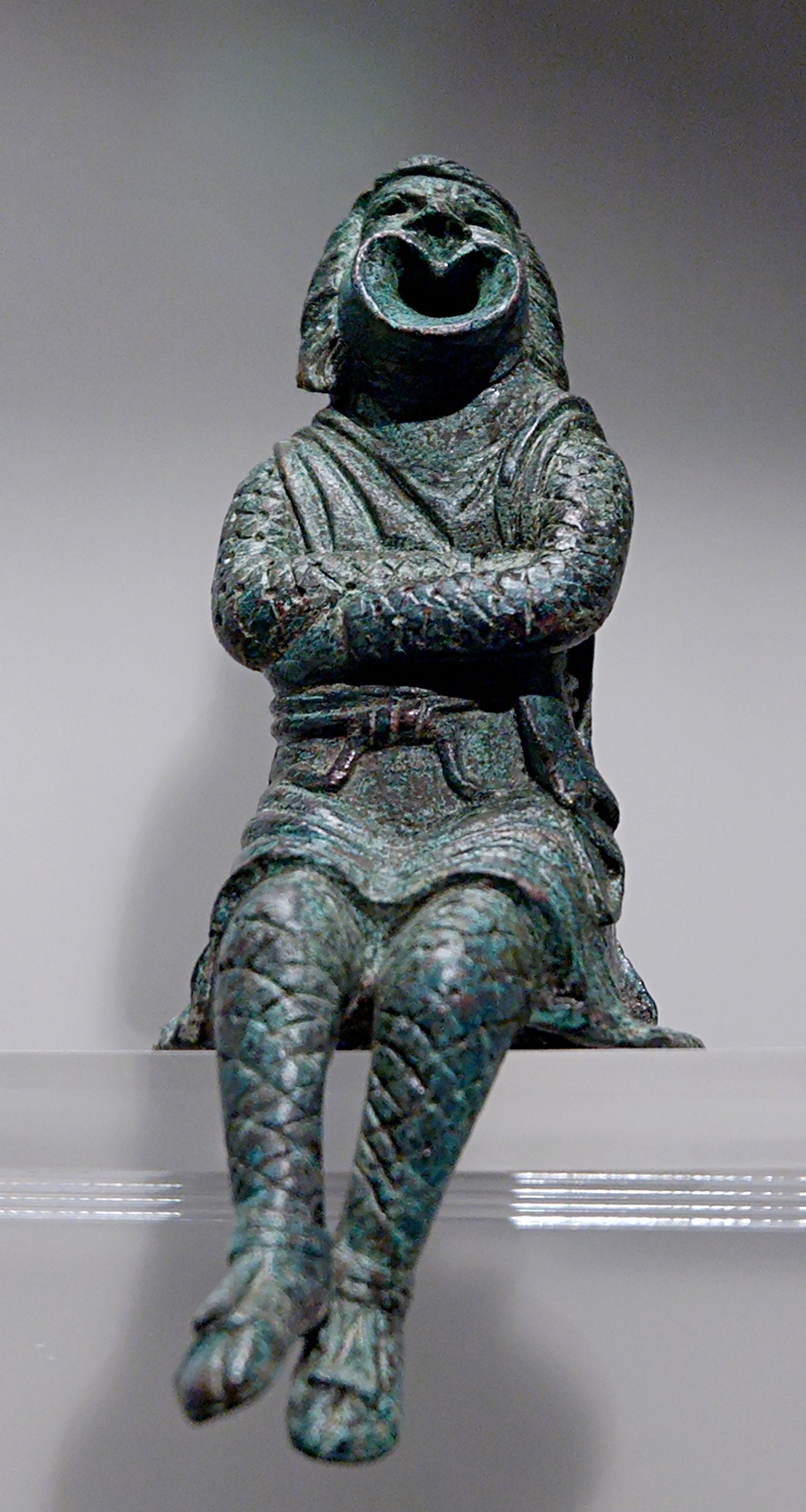
Actor grec amb màscara còmica (bronze, s. III aC).

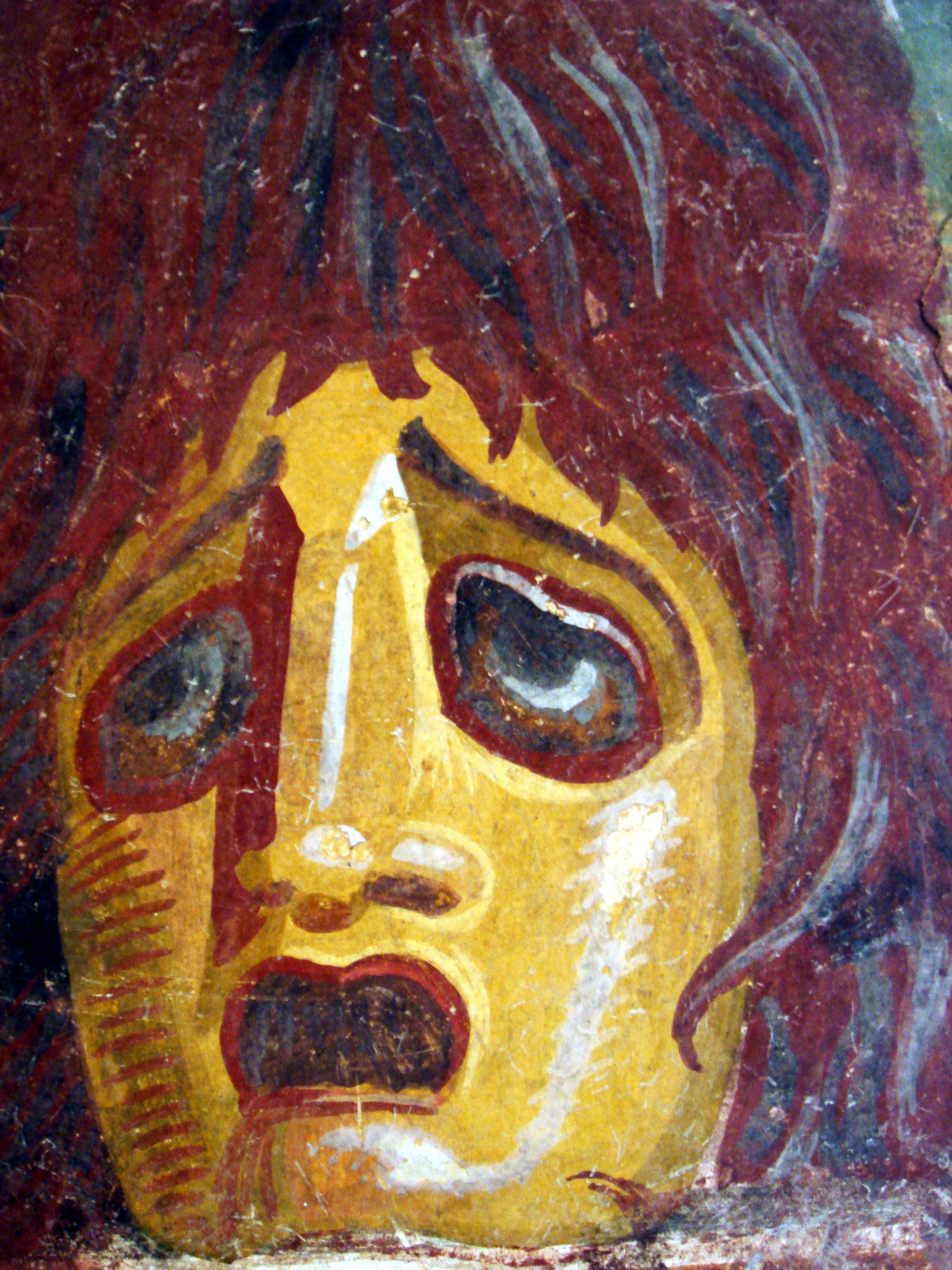
Màscara tràgica romana.

Les màscares s'han utilitzat des de l'antiguitat amb propòsits cerimonials o lúdics. L'ús de les màscares es remunta a la més llunyana antiguitat. Les trobem entre els egipcis, grecs i romans. Els grecs les utilitzaven en les festes dionisíaques, els romans durant les lupercals i les saturnals i, a més, en les representacions escèniques.
Durant l'edat mitjana, hi va haver molta afició a les disfresses i màscares, fins i tot en les festes religioses com la de l'ase o la dels bojos. En els torneigs, certs cavallers que no volien ser coneguts combatien amb màscara. Amb tot, el major ús de la màscara tenia efecte a Itàlia i, sobretot, a Venècia, durant el carnestoltes.
Entre els grecs i romans, les màscares eren una espècie de casc que cobria totalment el cap i, a més de les faccions de la cara, tenia cabells, orelles i barba, i van ser els grecs els primers a usar-les en els seus teatres per tal que els actors poguessin assemblar-físicament al personatge que representaven.
Les primeres màscares es van fer d'escorça d'arbre, després van ser de cuir folrat de tela i, finalment, les feien d'ivori o de fusta per tal que tinguessin més consistència. Des del segle xvi al xviii, les dames van adoptar les màscares amb el nom d'antifaços per a resguardar-se del sol.

## Caretes cerimonials

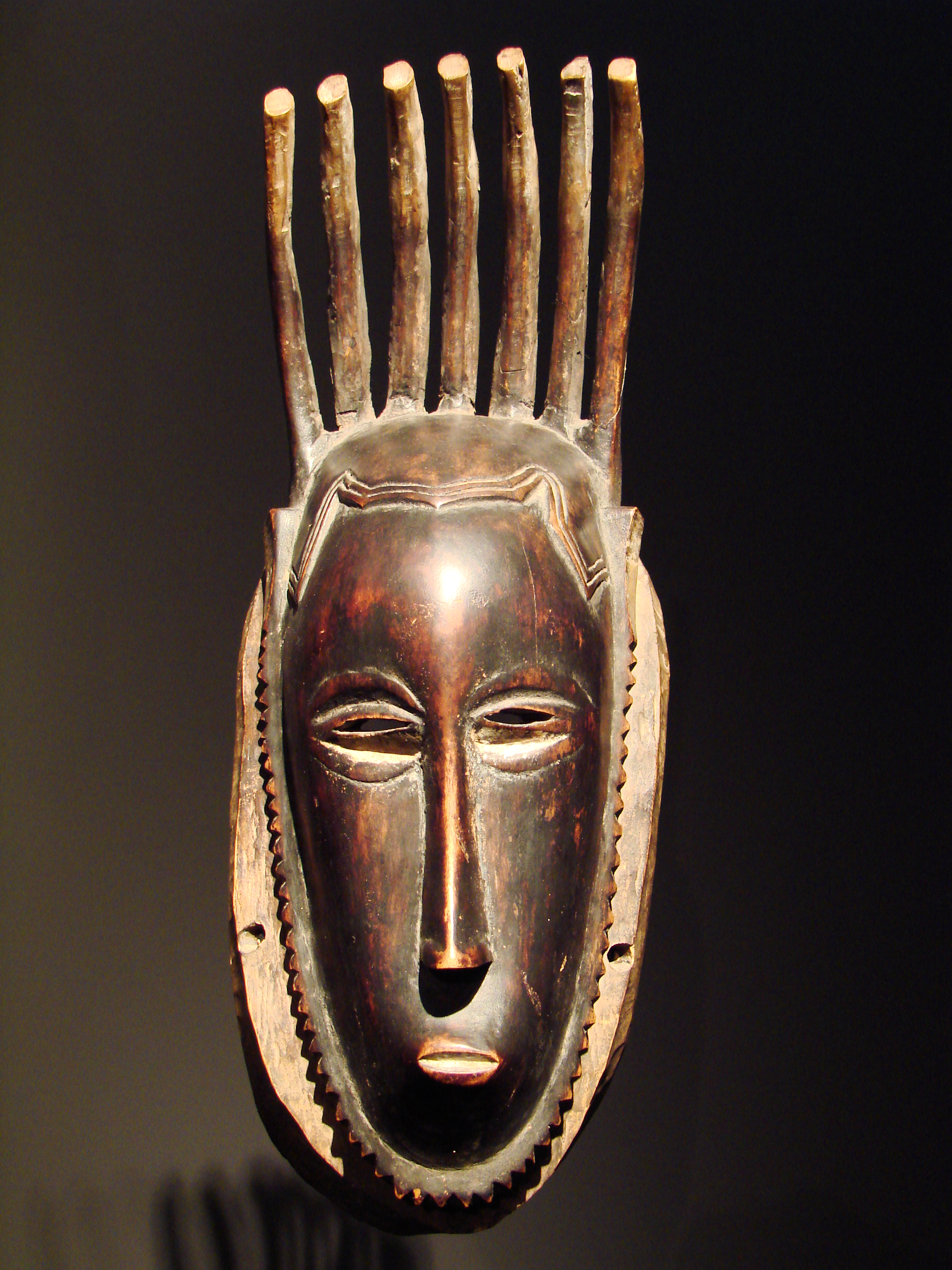
Màscara de Costa d'Ivori

Les màscares es fan servir en funcions rituals, socials i religioses, en què els participants les usen per a representar les figures espirituals o llegendàries. En algunes cultures, també es creu que fer servir una màscara permetrà que el portador prengui les qualitats de la representació d'aquesta màscara, és a dir, una màscara de lleopard induirà el portador a convertir-se o actuar com a lleopard.
A Mèxic i Amèrica Central, la majoria de les ciutats tenen nom cristià i nom indígena, per exemple, Tianguistenco, Santiago Tianguistenco, o Santa Maria Axixitla. Tots els sants cristians tenen un dia específic en l'any dedicat a ells, i cada ciutat típicament té un festival durant aquest dia, cosa que implica la combinació de les tradicions cristiana i indígena. Aquests festivals inclouen sovint les desfilades i el teatre de carrer, en què escenifiquen una història. Les màscares i els vestits d'aquests festivals es converteixen en articles de col·lecció. Una màscara utilitzada en aquests festivals es denomina màscara «dansada». Aquestes màscares pintades fetes a mà es fabriquen típicament amb fusta i poden utilitzar cordes, banyes o dents d'animals, o cautxú de pneumàtics com a ornaments.
A Àfrica, especialment a l'oest d'Àfrica, les màscares també tenen un paper important en les cerimònies tradicionals i danses de teatre. Totes les màscares africanes cauen en una de quatre categories: esperits dels avantpassats, herois mitològics, la combinació de l'avantpassat i l'heroi, i els esperits animals.

## Caretes lúdiques

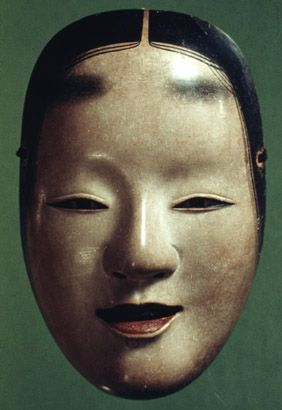
Màscara de teatre Noh japonès.

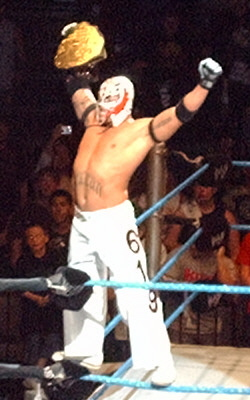
Rey Mysterio, amb la seva màscara per a no ser reconegut.

- En obres del teatre: l'ús de màscares en les obres dramàtiques de la Grècia antiga es va desenvolupar a partir de propòsits cerimonials.[8] Les màscares són també una característica que defineix el teatre de Noh al Japó. La paraula "persona" ve de persona-ae, que era aquella màscara per sonare (és a dir, per a fer-se escoltar), que portaven els actors en l'antiguitat i que li ocultava la cara al mateix temps que aconseguia fer-li ressonar la veu. La paraula del grec antic Prósopon = «cara» significava originalment «davant la cara», és a dir. «Màscara de teatre».[9]
- Com a part de celebracions en carnavals d'algunes parts del món: Venècia n'és la ciutat més famosa. La màscara és una part indispensable del vestit d'un personatge particular com l'arlequí.
- Les màscares de làtex es fan servir en el cinema com a part d'elaborats maquillatges dels personatges que volen imitar un individu.
- Les màscares també s'utilitzen per a proveir d'una aura de misteri els lluitadors professionals, així com pels actors com ara: el còmic desconegut, que sempre fa servir una bossa de paper sobre el cap, o d'algun superheroi modern de còmics.
- En la lluita lliure d'alguns països com ara Mèxic, és comú que els competidors utilitzin màscares al·lusives al seu nom o sobrenom de lluitador.

## Caretes que preserven la vida privada
- Els criminals sovint utilitzen màscares per a evitar-ne la identificació quan cometen delictes o crims. En moltes jurisdiccions, és una ofensa criminal addicional de fer servir una màscara mentre es comet un crim; és també sovint un "crim" d'utilitzar una màscara en assemblees públiques i manifestacions.

- Ocasionalment, els testimonis d'alguns processos apareixen de tant en tant en la cort utilitzant una màscara amb la intenció d'evitar de ser reconeguts pels associats de l'acusat.

## Caretes protectores

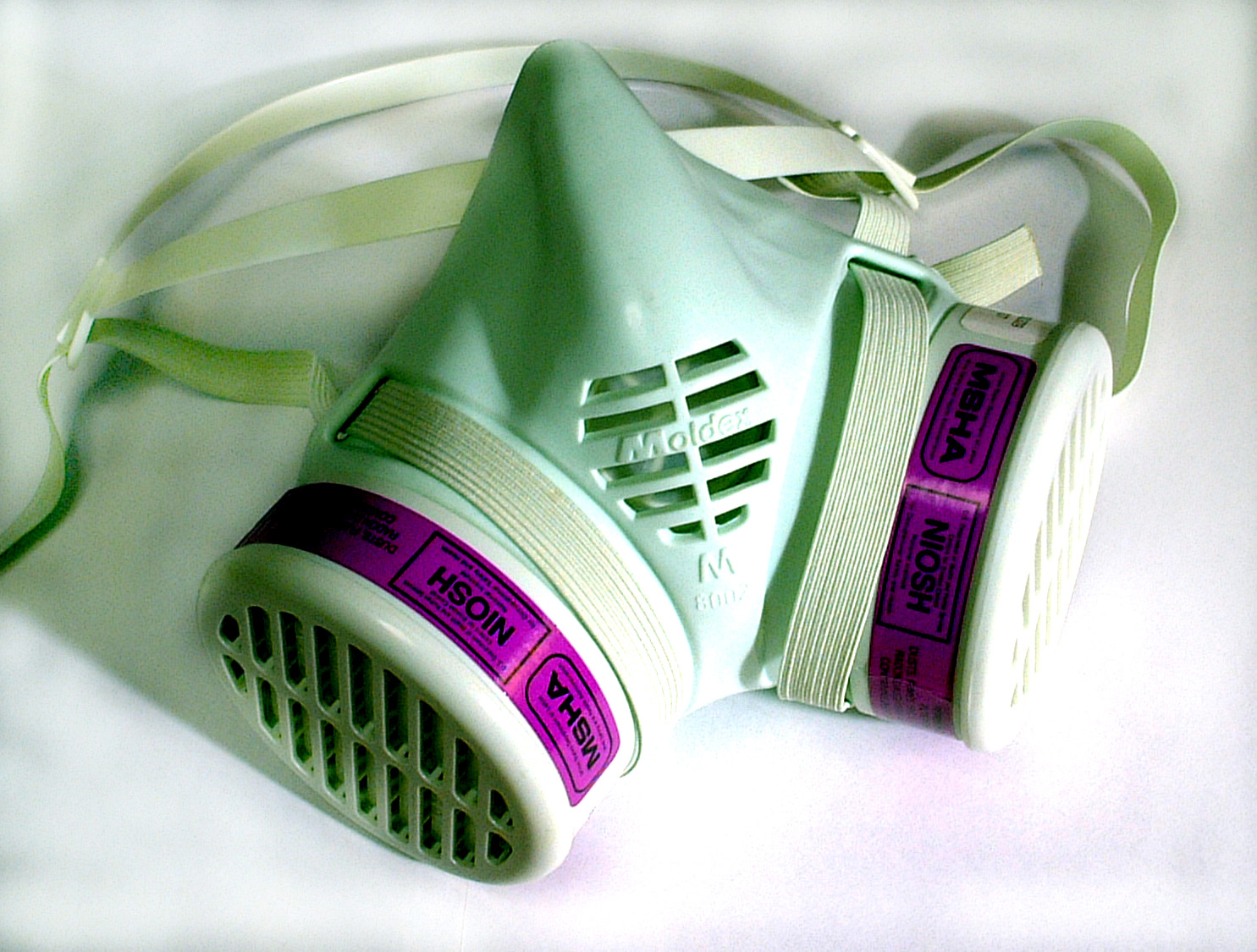
Màscara amb filtre

Les màscares protectores tenen les següents funcions: abastament d'una font d'aire respirable o qualsevol altre gas oxigenat i protecció de la cara contra objectes volàtils en ambients perillosos, al mateix temps que permeten la visió.
Moltes màscares tenen diverses funcions. Aquest tipus de màscares normalment són incloses en les categories d'elements de protecció, com ara ulleres, cascs i viseres. A continuació se n'esmenten algunes: 
- Màscares amb filtre: és un material fet de paper o polipropilè, que s'ajusta a la cara (amb unes gomes elàstiques) i que cobreix nas i boca. Sol ser blanc o blau. Porta un coixinet nasal i una pinça que la fa còmoda. Es fa servir per no respirar les males olors o certes partícules que no s'inhalen bé. Solen portar-la els metges, pintors, fusters, obrers, estudiants en classe de química.
- Màscares de benes.
- Màscares quirúrgiques.
- Careta antigàs.
- Màscara de bus.
- Màscares de respiració connectades amb un sistema de respiració industrial. Aquestes, generalment, cobreixen tot el rostre.
- Màscares de respiració connectades amb un sistema de respiració subaquàtic. Aquestes són generalment de cara completa.
- Màscares d'oxigen, usades pels pilots de gran altura.[10]
- Màscares d'oxigen, usades com a part de l'equip mèdic per a resurrecció.
- Màscares anestèsiques, usades en cirurgia en els hospitals.
- Màscares de CTM usades en la resurrecció cardiopulmonar.
- Màscares esportives, com ara la careta d'esgrima, o màscara d'hoquei, o màscara de porter de futbol americà.

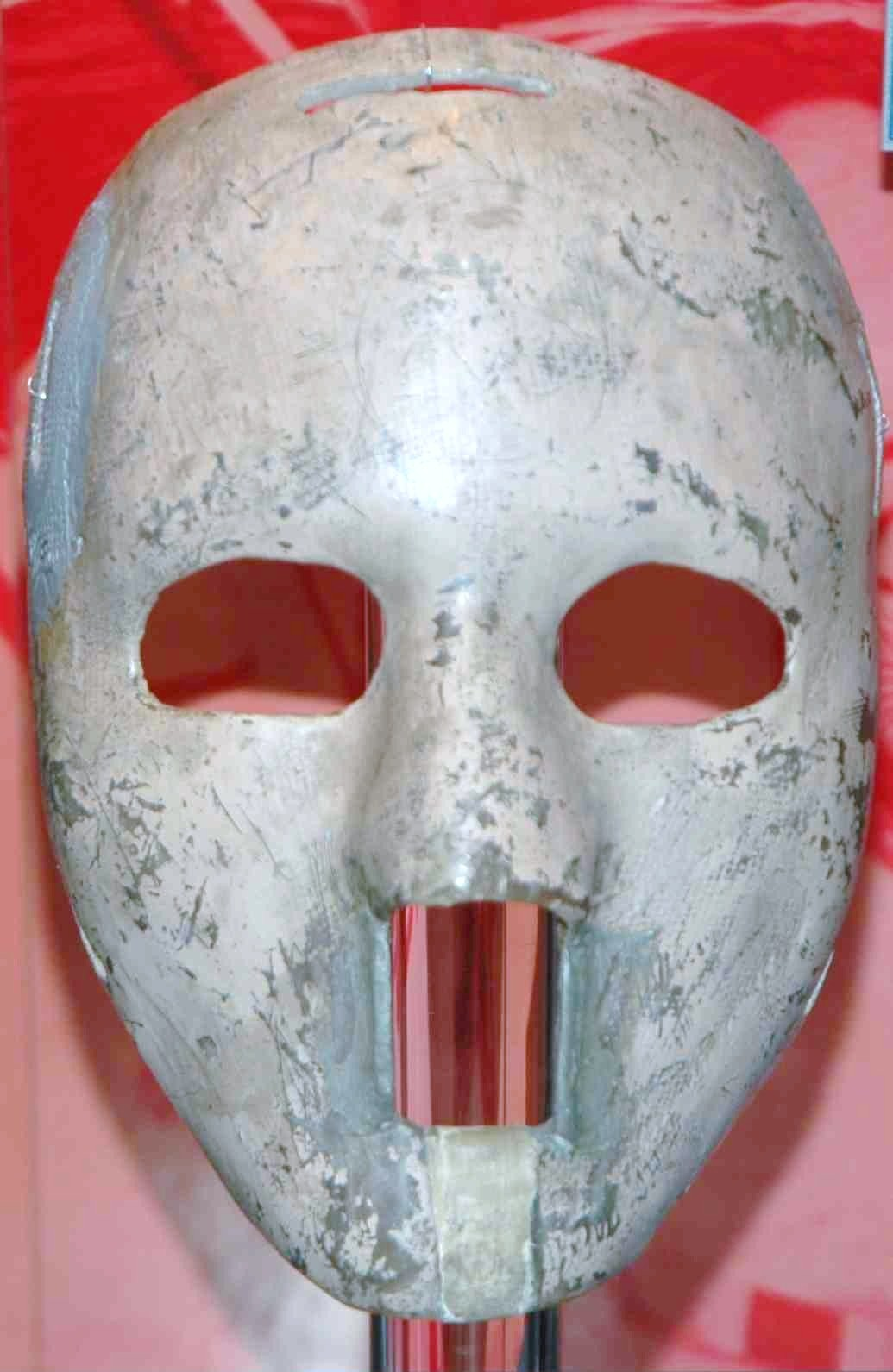
Careta protectora d'hoquei gel del jugador Jacques Planté.
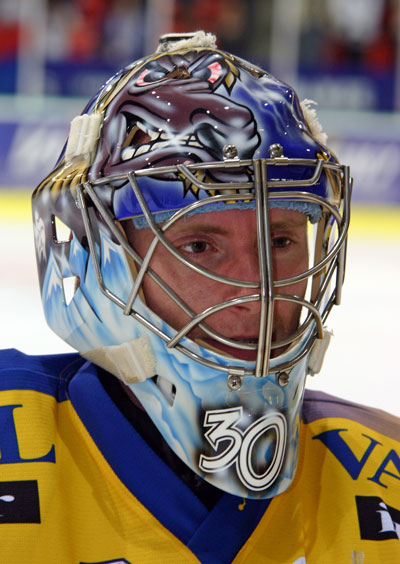
Careta moderna d'hòquei.
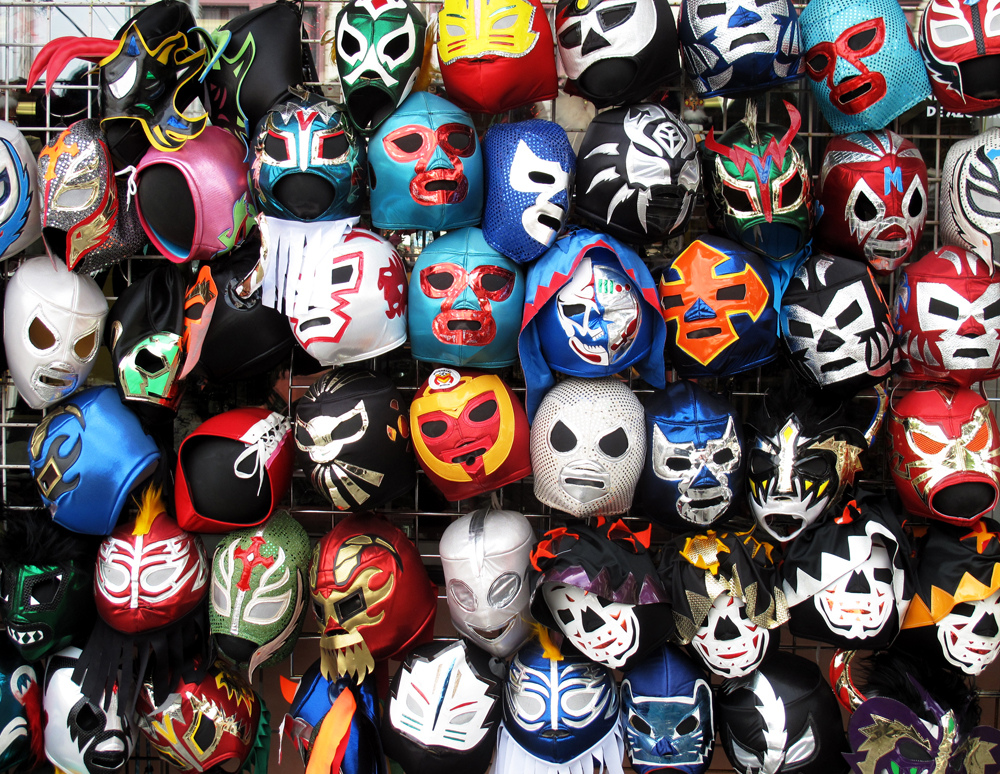
Màscares de lluita llire
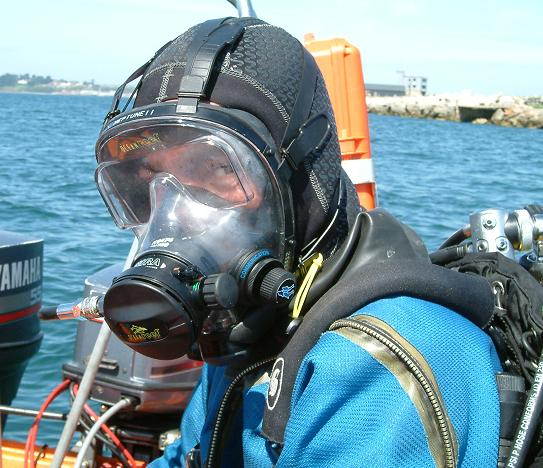
Màscara integral de submarinista.

- Màscares d'esquí.
- Màscares de soldador.[11]https://books.google.es/books?id=m511EAAAQBAJ&pg=PA12&dq=caretas+de+soldador&hl=ca&newbks=1&newbks_redir=1&sa=X&ved=2ahUKEwjZiuGkl6GOAxXRhP0HHbWrDuoQ6AF6BAgNEAM
- Les plaques frontals dels cascs del vestit espacial.

## Caretes de tortura
La màscara 'vergonyosa' (Schandenmaske en alemany) s'utilitzava per a la humiliació pública. Una forma reduïda popularment coneguda són les orelles de burro col·locades com a càstig als alumnes que els seus mestres consideraven "burros". D'altres particularment incòmodes, com la màscara de ferro, es fan servir com a dispositius per a la tortura o el càstig corporal.

## Altres tipus

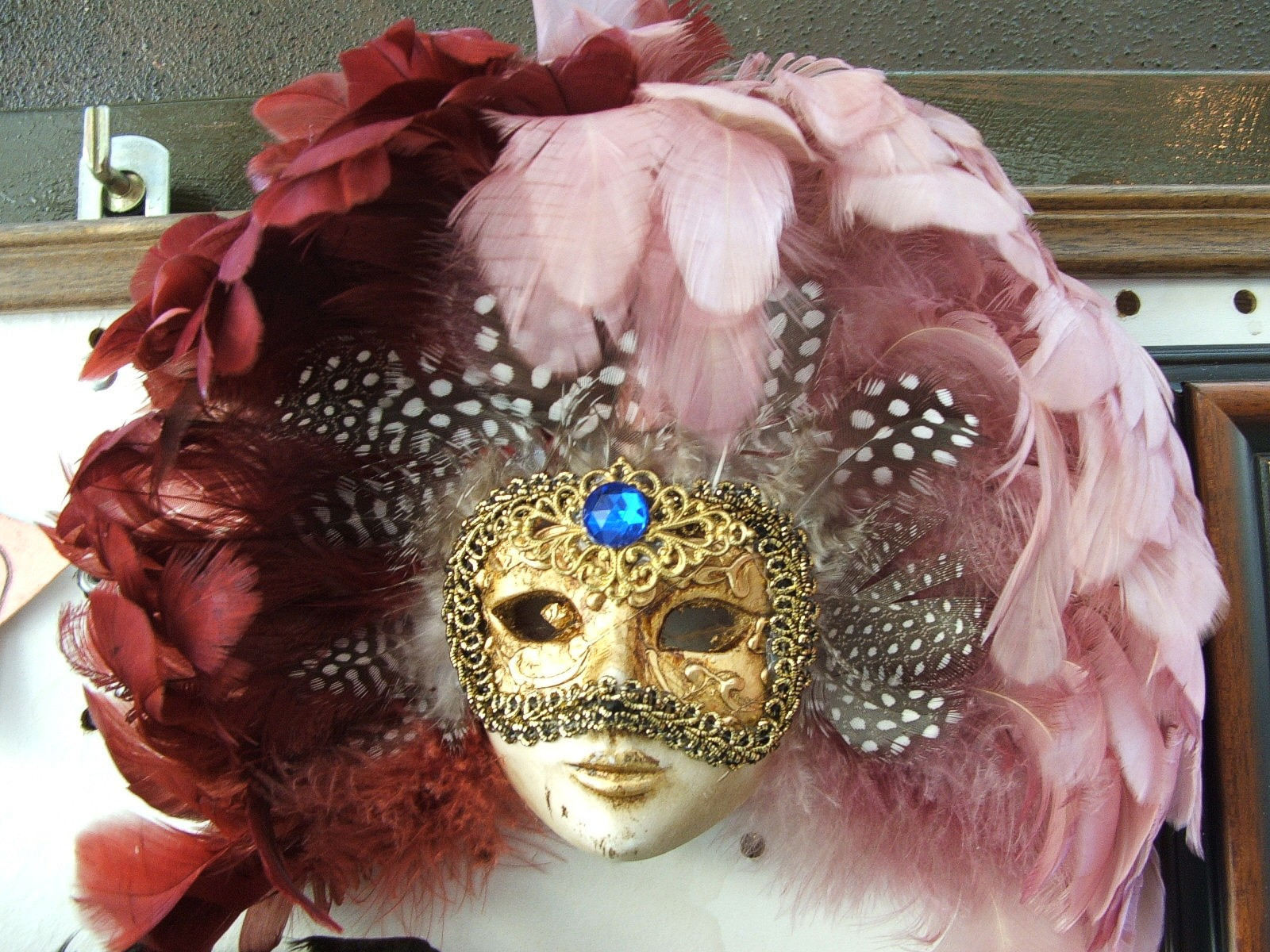
Antifaç per a disfressar-se.

La «màscara viva» és un motlle de guix d'un rostre, usat com a model per a realitzar una pintura o una escultura.
Una «màscara de mort» és igual a la «màscara viva», però presa de la cara d'un model recentment mort. Les màscares de mort eren molt populars en el món occidental durant els segles xviii i xix. Ambdós mètodes poden preservar un retrat realista tridimensional.
Una màscara cosmètica és una màscara temporal, no sòlida, utilitzada en cosmètica o com a teràpia per al tractament de la pell.
Un «antifaç» és un vel o màscara amb què es cobreix la cara, especialment la part dels ulls. Pot tenir diferents tipus de decoració, ja sigui amb diferents tipus de materials com ara paper, cartolina, etc.

## Exemples populars en l’art i la societat
- Màscara d'Agamèmnon.[12]
- L'home de la màscara de ferro .[13][14]
- Scaramouche.[15]
- Zorro.[16]
- Màscara de Guy Fawkes.[17]
- Anonymous (comunitat).[18]